# Palès
El Palès, (en occità: Palés) és un parçan o comarca d'Occitània situada a la Gascunya. Les seves vil·la principal és Pau.
Segons la proposta de divisió territorial d'Occitània del diari Jornalet, basada en l'obra de Frederic Zégierman Le Guide des pays de France, el Palès estaria ubicat a la regió de la Gascunya, subregió del Bearn.
Oficialment, les comunes del Palès estan adscrites administrativament i situades al centre-est del departament francès dels Pirineus Atlàntics, a la regió administrativa de Nova Aquitània.